# Simning vid världsmästerskapen i simsport 2024 – Damernas 4 × 100 meter frisim
Damernas 4 × 100 meter frisim vid världsmästerskapen i simsport 2024 avgjordes den 11 februari 2024 i Aspire Dome i Doha i Qatar.
Guldet togs av Nederländernas kapplag på tiden 3 minuter och 36,61 sekunder. Silvret togs av Australien och bronset togs av Kanada.

## Rekord
Inför tävlingens start fanns följande världs- och mästerskapsrekord:
|                   | Nation     | Tid     | Ort            | Datum        |
| ----------------- | ---------- | ------- | -------------- | ------------ |
| Världsrekord      | Australien | 3.27,96 | Fukuoka, Japan | 23 juli 2023 |
| Mästerskapsrekord | Australien | 3.27,96 | Fukuoka, Japan | 23 juli 2023 |

## Resultat

### Försöksheat
Försöksheaten startade klockan 11:32.
| Placering | Heat | Bana | Nation           | Simmare | Tid     | Noteringar |
| --------- | ---- | ---- | ---------------- | --- | ------- | ---------- |
| 1         | 2    | 4    | Australien       | Alexandria Perkins (55,06) Jaclyn Barclay (55,51) Abbey Harkin (54,93) Shayna Jack (52,83)                    | 3.38,33 | 0Q0        |
| 2         | 2    | 3    | Italien          | Sofia Morini (55,02) Costanza Cocconcelli (55,18) Emma Virginia Menicucci (55,12) Chiara Tarantino (53,88)    | 3.39,20 | 0Q0        |
| 3         | 1    | 5    | Kanada           | Rebecca Smith (54,88) Sarah Fournier (55,12) Ella Jansen (55,67) Taylor Ruck (54,08)                          | 3.39,75 | 0Q0        |
| 4         | 2    | 5    | Nederländerna    | Kim Busch (55,63) Milou van Wijk (55,64) Janna van Kooten (54,74) Kira Toussaint (54,41)                      | 3.40,42 | 0Q0        |
| 5         | 2    | 7    | Polen            | Zuzanna Famulok (55,68) Julia Maik (55,39) Aleksandra Polańska (55,73) Kornelia Fiedkiewicz (54,63)           | 3.41,43 | 0Q0        |
| 6         | 1    | 3    | Brasilien        | Ana Carolina Vieira (55,60) Stephanie Balduccini (54,47) Maria Fernanda Costa (55,48) Aline Rodrigues (56,12) | 3.41,67 | 0Q0        |
| 7         | 1    | 4    | Kina             | Lyu Yue (55,48) Ma Yonghui (56,02) Gong Zhenqi (56,06) Ai Yanhan (54,19)                                      | 3.41,75 | 0Q0        |
| 8         | 2    | 1    | Slovenien        | Neža Klančar (55,36) Janja Šegel (54,43) Katja Fain (55,94) Hana Sekuti (56,38)                               | 3.42,11 | 0Q0        |
| 9         | 2    | 6    | Hongkong         | Tam Hoi Lam (55,53) Camille Cheng (55,22) Stephanie Au (56,74) Li Sum Yiu (54,98)                             | 3.42,47 |            |
| 10        | 1    | 6    | Irland           | Erin Riordan (56,15) Grace Davison (55,81) Maria Godden (57,06) Victoria Catterson (54,93)                    | 3.43,95 |            |
| 11        | 2    | 2    | Litauen          | Rūta Meilutytė (56,07) Sylvia Statkevicius (56,27) Patricija Geriksonaitė (57,32) Smilte Plytnykaitė (55,33)  | 3.44,99 |            |
| 12        | 1    | 2    | Filippinerna     | Kayla Sanchez (55,04) Jasmine Alkhaldi (57,51) Xiandi Chua (57,48) Teia Salvino (56,90)                       | 3.46,93 |            |
| 13        | 1    | 7    | Serbien          | Katarina Milutinović (55,61) Nina Stanisavljević (55,83) Jana Marković (57,19) Martina Bukvić (58,49)         | 3.47,12 |            |
| 14        | 1    | 1    | Kinesiska Taipei | Huang Mei-chien (57,39) Wu Yi-en (1.02,92) Lin Pei-wun (1.00,65) Applejean Gwinn (58,42)                      | 3.59,38 |            |

### Final
Finalen startade klockan 20:21.
| Placering | Bana | Nation        | Simmare | Tid     | Noteringar |
| --------- | ---- | ------------- | --- | ------- | ---------- |
| 1         | 6    | Nederländerna | Kim Busch (55,21) Janna van Kooten (55,24) Kira Toussaint (53,81) Marrit Steenbergen (52,35)                  | 3.36,61 |            |
| 2         | 4    | Australien    | Brianna Throssell (54,29) Alexandria Perkins (55,02) Abbey Harkin (54,98) Shayna Jack (52,64)                 | 3.36,93 |            |
| 3         | 3    | Kanada        | Rebecca Smith (54,93) Sarah Fournier (55,28) Katerine Savard (54,48) Taylor Ruck (53,26)                      | 3.37,95 |            |
| 4         | 2    | Polen         | Katarzyna Wasick (54,12) 0NR0 Kornelia Fiedkiewicz (54,23) Zuzanna Famulok (55,04) Julia Maik (55,26)         | 3.38,65 | 0NR0       |
| 5         | 5    | Italien       | Chiara Tarantino (54,60) Sofia Morini (54,49) Emma Virginia Menicucci (54,95) Costanza Cocconcelli (54,63)    | 3.38,67 |            |
| 6         | 7    | Brasilien     | Ana Carolina Vieira (55,29) Stephanie Balduccini (54,35) Maria Fernanda Costa (55,46) Aline Rodrigues (55,46) | 3.40,56 |            |
| 7         | 1    | Kina          | Ai Yanhan (54,68) Ma Yonghui (55,67) Gong Zhenqi (55,71) Lyu Yue (55,05)                                      | 3.41,11 |            |
| 8         | 8    | Slovenien     | Neža Klančar (55,15) Janja Šegel (54,78) Katja Fain (55,75) Hana Sekuti (56,04)                               | 3.41,72 |            |